# Christian Redl
Christian Redl (ur. 20 kwietnia 1948 w Szlezwiku) – niemiecki aktor filmowy i telewizyjny, a także muzyk. Wystąpił w roli Alfreda Jodla w filmie Upadek (2004), wcielił się w postać Hansa Krebsa w filmie Die Letzte Schlacht (2005) oraz Wilhelma Keitela w rosyjskim filmie Biały Tygrys (2012).